# Hakea platysperma
Hakea platysperma (лат.) — кустарник, вид рода Хакея (Hakea) семейства Протейные (Proteaceae), произрастающий на юго-западе Западной Австралии. Наиболее известен своими крупными древесными плодами, напоминающими шарики для крикета.

## Ботаническое описание

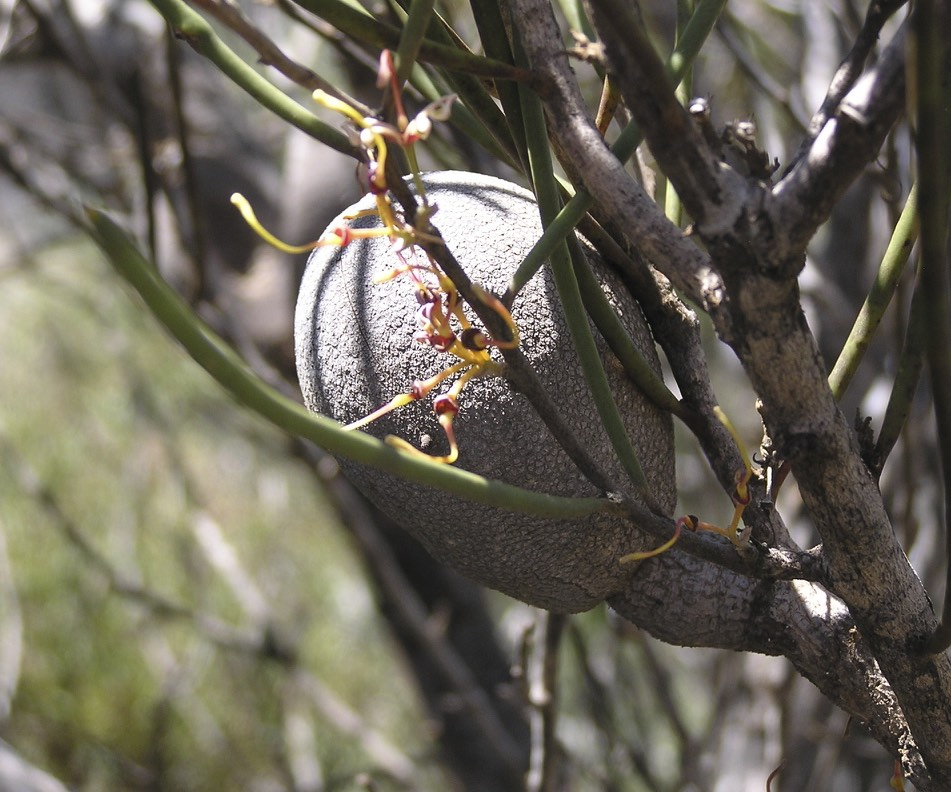
Плод Hakaea petiolaris

Hakea platysperma имеет сладкие душистые кремово-розовые или желтоватые цветки, которые появляются в изобилии в пазушных кистях. Листья имеют в сечении толщину до 3 мм в диаметре и 3–15 см в длину. Плоды являются самыми крупными из всех видов хакеи. Шаровидные плоды в форме шарика для крикета длиной 4,5–7,5 см и диаметром до 6,5 см с гладкой поверхностью.

## Таксономия
Вид Hakea platysperma был описан английским ботаником Джозефом Долтоном Гукером в 1842 году. Видовой эпитет — от древнегреческих слов platy, означающего широкий, и sperma, означающего семя, относящимся к большим круглым фруктам.

## Распространение и местообитание
H. platysperma встречается в биогеографических регионах Эйвон-Уитбелт, Кулгарди, песчаные равнины Джералдона и Мелле в Западной Австралии.

## Охранный статус
Вид Hakea platysperma классифицируется как «не угрожаемый» Департаментом парков и дикой природы правительства Западной Австралии.

## Культивирование
Основной привлекательноы чертой этого вида для садоводства являются гигантские древесные стручки, которые используются в срезанных цветочных композициях. Эту хакею можно выращивать в солнечном месте на хорошо дренированной почве.